# Segway

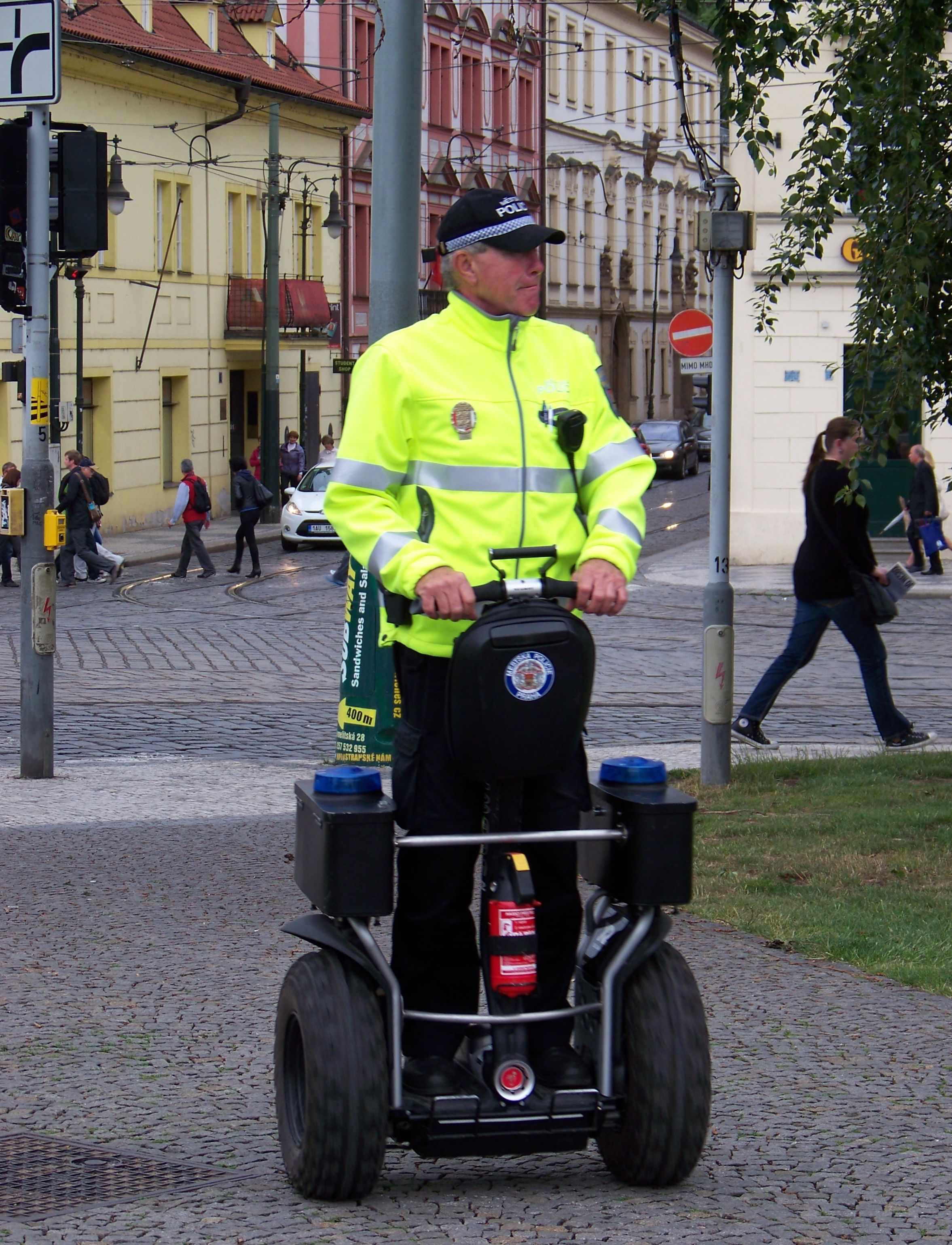
Příslušník pražské městské policie na segwayi

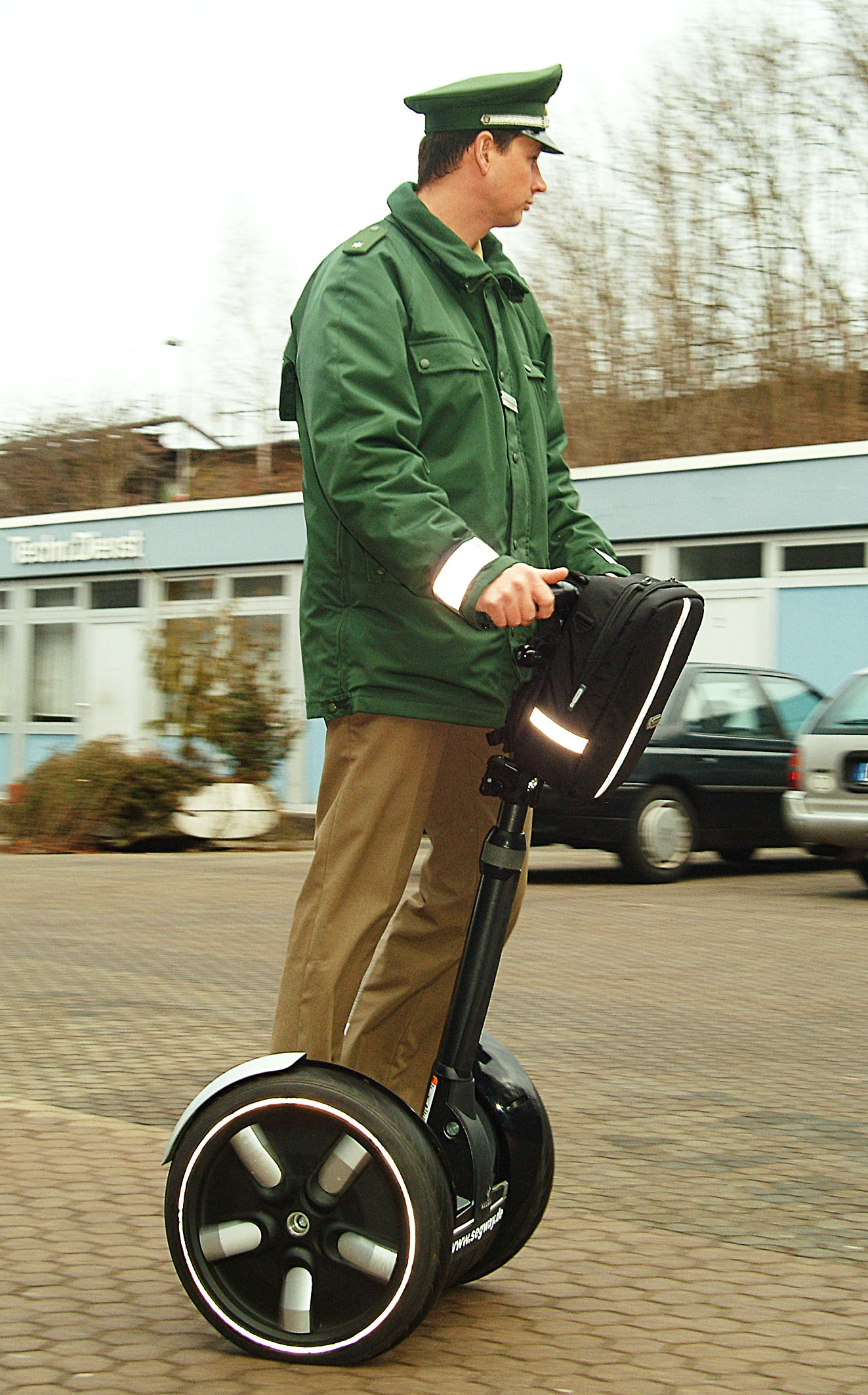
Německý policista v Saarbrückenu na segwayi

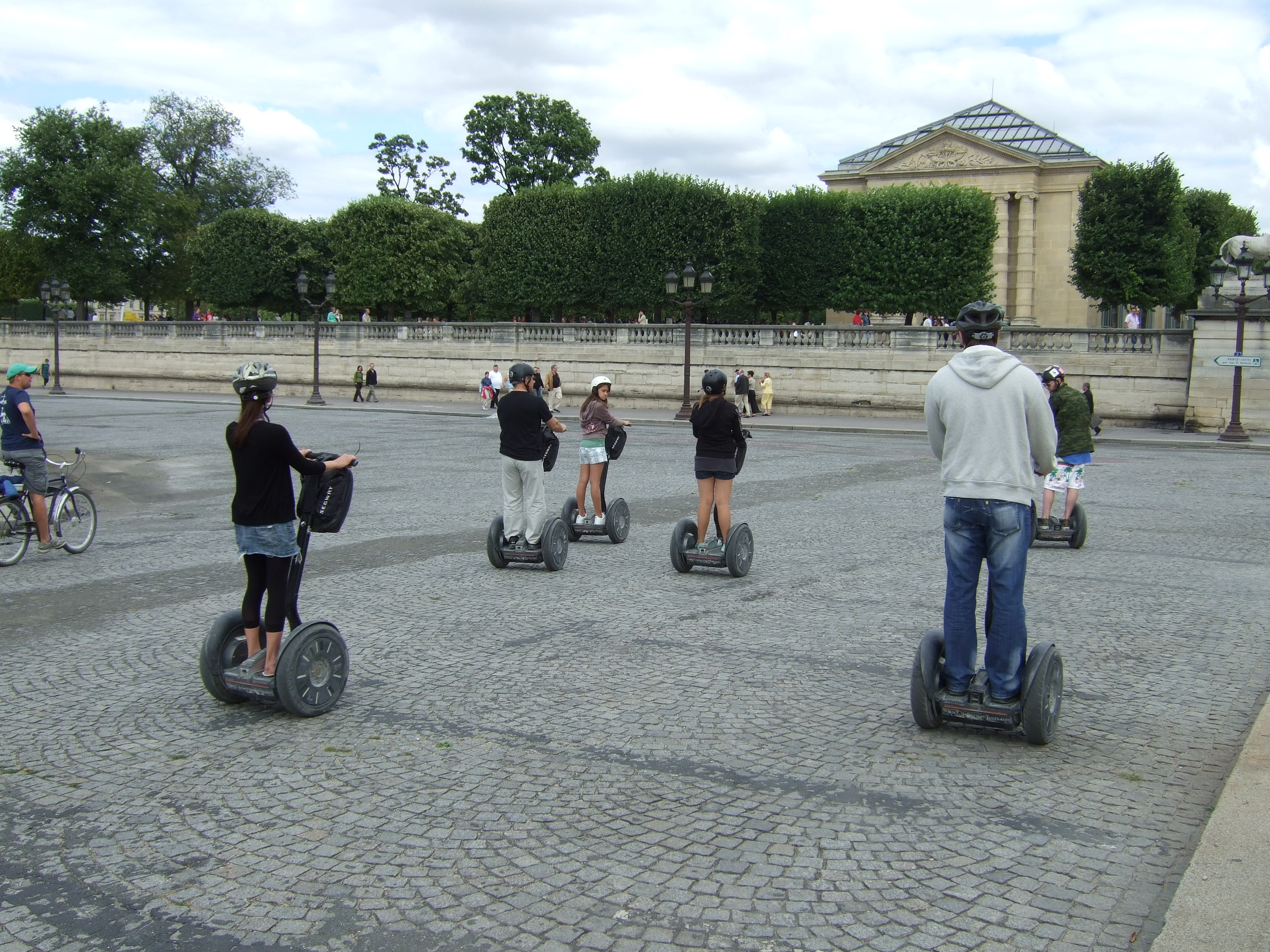
Transportéry Segway v Paříži

Segway [segvej], přesněji Segway PT (Personal Transporter), je dvoukolový elektrický dopravní prostředek pro jednu osobu a přiměřený náklad, využívající ke svému pohybu dynamické stabilizace. Vynalezl jej americký podnikatel a vynálezce Dean Kamen. Vyrábí je od roku 2001 firma Segway Inc. v New Hampshire v USA. V červnu 2020 firma oznámila, že k 15. červenci 2020 bude výroba ukončena. Od tohoto data se firma specializuje na jiné formy vozítek. Po převzetí společnosti Segway firmou Ninebot, se pod značkou Segway prodávají zejména elektrické koloběžky.

## Fungování a ovládání
Elektromotory pohánějící vozidlo jsou napájeny Ni-MH nebo Li-ion akumulátory.[zdroj?] Díky akumulátorovému pohonu je velmi tiché a nevytváří spalovací zplodiny. Stabilitu ve vzpřímené poloze zajišťuje soustava gyroskopických senzorů řízená mikroprocesorem, která 100× za sekundu[zdroj?] vyhodnocuje polohu základny a na základě těchto informací ovládá stabilizační elektromotory tak, aby byla plošina neustále v rovině. Segway dosahuje maximální rychlosti až 20 km/h.[zdroj?] Nové modely mají i bezdrátový ovladač s vlastním zabezpečovacím režimem.[zdroj?]
K ovládání se nepoužívají žádné pedály ani páčky, ovládá se náklonem těla. Mírným náklonem vpřed jezdec způsobí pohyb dopředu, a čím větší tento náklon je, tím rychleji jede. Brzdění se provádí opětovným narovnáním jezdce do vzpřímené polohy, nakloní-li se dozadu, pojede vzad. Zatáčení je ovládáno náklonem řídítek do stran. Zvládnutí ovládání je pro většinu lidí intuitivní a je otázkou několika málo minut. Přístroj byl zkonstruován tak, aby zvládl jakýkoliv terén venku i uvnitř budov. Snadno zvládne i schody, výtah a eskalátory.[zdroj?]

## Využití
Segway je využíván k užitkové i turistické a zážitkové dopravě osob, obsluze průmyslových a logistických areálů, zajištění bezpečnosti rozsáhlých prostor i marketingovým akcím. V turisticky atraktivních městech prosperují půjčovny segwayů.
Do roku 2012 je údajně zařadilo do svého vybavení přes 150 policejních sborů na světě.

### Využití v Česku

#### Využití policejními sbory v Česku

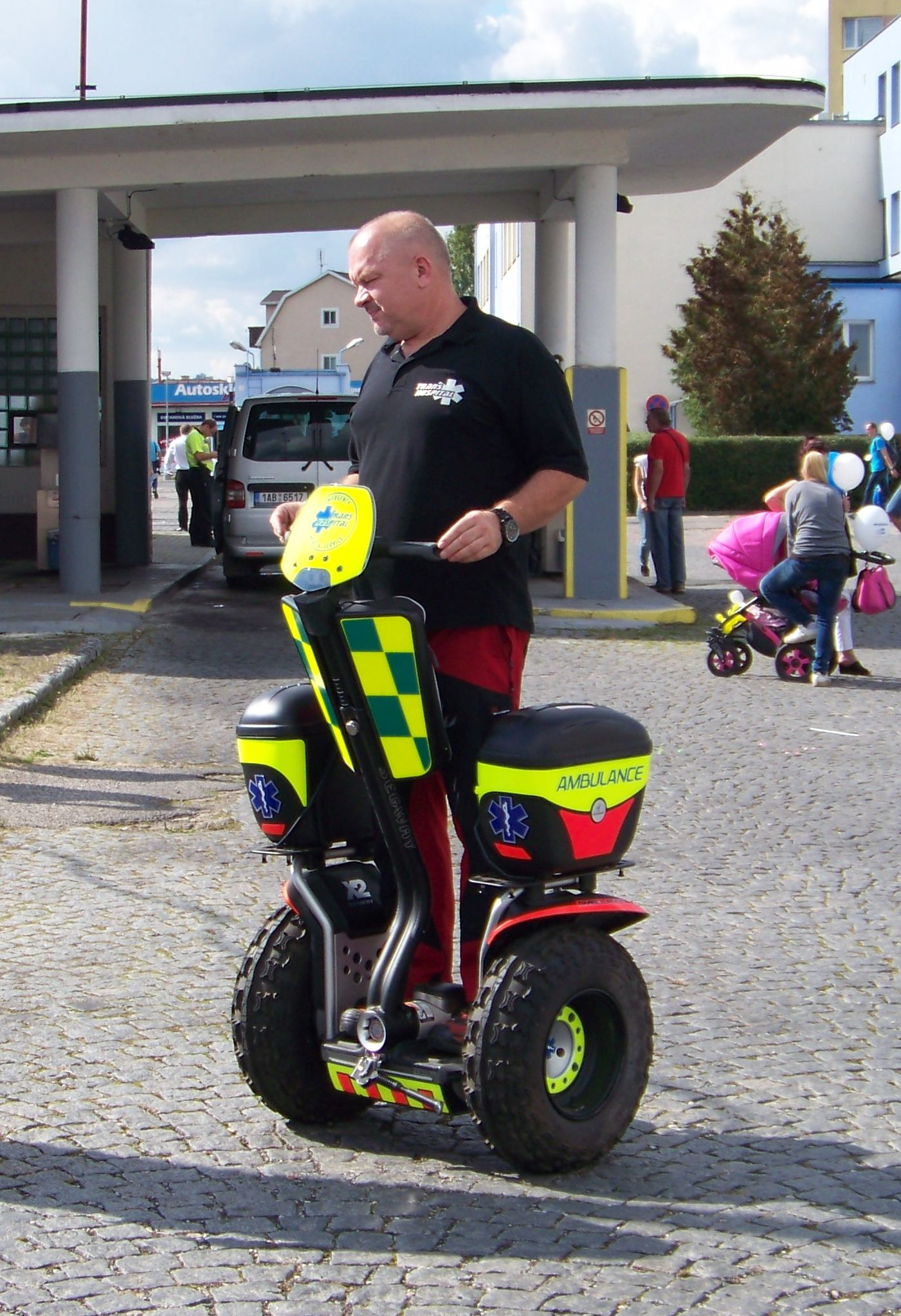
Záchranářský segway soukromé záchranné služby Trans Hospital

V České republice začala své příslušníky-pochůzkáře vybavovat vozítky Segway řada městských policií. Městská policie v Praze 1 je v roce 2011 používala již sedmým rokem. Má celkem 3, z toho jeden jí věnovala městská část a dva další přidělila centrála městské policie. Městská policie v Plzni převzala do užívání první dva segwaye v červenci 2008. Městská policie v Olomouci do svého vybavení 4 vozítka pořídila v roce 2011 za 760 tisíc Kč věnovaných nadací Bezpečná Olomouc. Městská policie Karlovy Vary nasadila segwaye do služby 10. června 2012 u příležitosti Karlovarského karnevalu, zkušebně je použila již v roce 2009 během filmového festivalu. Dalšími městy, kde je městská policie využívá, je Znojmo či Slaný.
Pražské městské policii trvá nabití baterií údajně asi 10 hodin, vydrží pak po celou směnu (karlovarská městská policie uvádí dojezd 38 km na jedno nabití.) Pražská městská policie je využívá zejména v lokalitách pěších zón a v místech, kde je hustý turistický ruch. Výhodou je výhled strážníka přes davy lidí. V zásobníku má policejní segway rozšířenou zdravotní výbavu. Použitelné jsou segwaye údajně i při zásazích proti prchajícím pachatelům, třeba kapsářům a podvodníkům, protože rychlostí i výdrží pachatele překonají. Provozní náklady jsou i po 7 letech provozu minimální.
V roce 2014 prezentovala svůj záchranářský segway soukromá záchranná služba Trans Hospital. Pořídila si ho především k využití na kulturních a podobných akcích.

#### Turistické využití v Česku
Turistickým využitím segwayů je v České republice známá především Praha, kde působila řada půjčoven segwayů. Část půjčoven je sdružena v Asociaci Segway, která své členy svazuje etickými pravidly, podle nichž se například skupinky turistů mohou pohybovat pouze společně s instruktorem. Asociace Segway uvedla, že se jezdí omezenou rychlostí 6–8 kilometrů za hodinu, každý klient projde zaškolením a provádí se test na alkohol. Městská část Praha 1 má podle radního Jiřího Veselého nejvíce problémů s těmi půjčovnami, které členy asociace nejsou. Rovněž Jiří Večeřa z asociace provozovatelů segwayů v květnu 2015 uvedl, že problémy způsobují především provozovatelé, kteří stojí mimo asociaci, zejména provozovatelé z Ruska. Deník Metro v květnu 2015 v článku prezentujícím postoje městské části Praha 1 uvedl odhad, že se ulicemi Prahy pohybuje 300 segwayů.
Asociace Segway ČR začátkem roku 2016 (stejně jako v roce 2014) uváděla 9 členů. Podle článku iDnes.cz a zprávy ČTK z července 2016 však sdružovala asociace 25 firem a plošný zákaz by připravil o zaměstnání asi 300 lidí.
Z 9 firem, které prezentoval web Asociace Segway ČR, měla do roku 2016 každá jedno své výchozí stanoviště pro vyjížďky. Z toho 5 firem mělo výchozí místo na Starém Městě (Segway Trip – Zuzana Eliášová na Ovocném trhu čo. 15, PSH RENT s.r.o. na Křižovnickém náměstí u čo. 1, Segway Point Praha firmy GSI Distribution s.r.o. na Staroměstském náměstí u Mikulášské ulice, SG Point firmy Sg-point.info s.r.o. před Prašnou bránou a Segway Rent firmy VPROV s.r.o. u hotelu Intercontinental), jedna firma na Novém Městě (Green Lemon s.r.o. na adrese Myslíkova 22, navíc Segway Point Praha, GSI Distribution s.r.o. měla na adrese Rašínovo náměstí čo. 40 provozovnu pro celodenní pronájmy) a tři firmy na Malé Straně (PragueOnSegway.com firmy Feel Good Services s.r.o. na adrese Vlašská čo. 2, Segway Experience s.r.o. na adrese Mostecká čo. 4 a Prague Segway Tours na Maltézském náměstí čo. 7). Většina nabízených tras měla pevně stanovené trasy a pravidelné časy odjezdů, některé firmy však fungovaly i jako půjčovny, byť vozítka vždy půjčovaly i s průvodcem. Některé trasy byly tematicky zaměřené (například na filmová místa nebo na mosty), program některých tras byl spojen s návštěvou partnerských restaurací, muzeí a podobně, případně se speciálním programem (únikové hry) atd. Délka nabízených projížděk se pohybovala v rozmezí od půl hodiny do tří hodin, cena v závislosti na délce projížďky, počtu účastníků a dalších faktorech od 500 do 1370 Kč za hodinu. Většina projížděk byla jen po území Pražské památkové rezervace, ale v nabídkách byla i pětihodinová Karlštejn Tour za 3600 Kč (Segway Experience s.r.o.), celodenní pronájem byl nabízen už od 3500 Kč (Segway Point Praha).

## Pořizovací náklady
Nákupní cena transportéru Segway v České republice v roce 2011 byla kolem čtvrt milionu, roční provoz měl přijít asi na 16 tisíc Kč. Městská policie Plzeň je nakoupila za 275 tisíc za kus. Pražská městská policie je údajně získala za 113 tisíc korun za kus.

## Bezpečnost
V roce 2003 měl lehčí nehodu na vozítku americký prezident George Bush ml.
V roce 2008 byl jamajský sprinter Usain Bolt sražen kameramanem na Segwayi krátce poté, co na olympijských hrách v Pekingu zvítězil v závodu na 200 m.
James Heselden, který v prosinci 2009 získal většinový podíl ve společnosti Segway, byl v září 2010 ve věku 62 let nalezen mrtvý v řece Wharfe poblíž Leedsu, poblíž něj byla nalezena i dvojkolka. Policie dospěla k závěru, že s ní spadl z devítimetrového srázu nad řekou, což údajně potvrdil i jeden očitý svědek. Policie ani Heseldenova rodina neshledali žádné známky toho, že by mělo jít o něco jiného než o nehodu.
Podle vyjádření pražské záchranné služby z roku 2014 bylo úrazů spojených s provozem segwayů minimum a dochází k nim jen ojediněle.
Ve středu 5. března 2014 odpoledne sjelo v Praze na Kampě u Sovových mlýnů turistům vypůjčené vozítko do plavební komory. Byl povolán hasičský potápěč a jeřáb, který jej za asistence policie vylovil, a zpráva o události prošla významnými zpravodajskými médii. Ke zranění nedošlo.
Radní městské části Praha 1 pro oblast bezpečnosti a veřejného pořádku Ivan Solil 9. prosince 2015 uvedl, že Nemocnice na Františku od dubna eviduje přes 50 zraněných, kteří se dostali do nějaké kolize se segwayisty.

## Legislativní úprava provozu v Evropě
Ve Velké Británii nejprve zakázali segwayům provoz „po ulicích a silnicích“, avšak poté rozhodli, že se jedná o motorové vozidlo, a proto nesmí užívat ani chodníky. K rozhodnutí přispěla smrtelná nehoda majitele firmy Segway v září 2011. Podle časopisu Týden byl zákaz užívat chodníky a pěší zóny vydán současně se zákazem užívat silnice, a to počátkem roku 2011.
Rakousko charakterizovalo segway do 25 km/h jako motorové jízdní kolo (Elektro-Fahrrad). Do šíře 80 cm smí vozítka segway používat jízdní pruh pro cyklisty. Je-li vozítko širší nebo není-li cyklistický pruh k dispozici, musí použít vozovku. Jízda po chodníku je nepřípustná (mimo potřeby k zaparkování) a pokuta za ní se pohybuje až do výše 726 €. Platí stejná pravidla vybavení jako pro jízdní kola. Mimo to musí řidič dodržovat hranici 0,8 promile. Věková hranice platí od 12 let bez doprovodu rodičů. V Rakousku se doporučuje uzavřít pojištění občanskoprávní odpovědnosti z provozu motorových vozidel nebo se pojistit přes motoklub ÖAMTC-Touring.
V Německu a Nizozemsku je segway v podobném postavení jako moped, přičemž na chodníku smí jet rychlostí chůze, na cyklostezce rychleji.
V Dánsku pro ně platí stejná pravidla jako pro malé motocykly, tedy například dovršení věku šestnácti let a povinná přilba, má přibýt povinnost mít brzdy a světla.
Jiří Veselý, radní pro dopravu Prahy 1, v lednu 2014 uvedl, že podle vzkazu Rady Evropy se ke sjednocení legislativy ohledně této problematiky neschyluje.

## Legislativní úprava provozu v Česku
Ministerský návrh novely českého zákona o silničním provozu z října 2014 zařízení zahrnul pod název osobní přepravník se samovyvažovacím zařízením a ten zahrnul jej pod obecnější pojem osobní přepravní prostředek, pod který mají spadat též „obdobná zařízení“. Vládní verze návrhu termín „osobní přepravní prostředek“ nahradila termínem „osobní technický prostředek“. Vládní návrh novely z dubna 2015 navrhoval legislativní zkratku „osobní přepravník“ pro „osobní přepravník se samovyvažovacím zařízením nebo obdobné technické zařízení“. Definitivní znění zákona č. 48/2016 Sb., účinného od 20. února 2016, zavádí v § 2 písmenu nn) zákona 361/2000 Sb. pojem osobní technický prostředek, který definuje jako osobní přepravník se samovyvažovacím zařízením, nebo obdobné zařízení. Takto zavedení termín „osobní technický prostředek“ však není nikde v zákoně ani jednou použit, v novém § 60a však je místo toho v odst. 1 pro tentýž význam (osobní přepravník se samovyvažovacím zařízením nebo obdobné technické zařízení) zavedena legislativní zkratka osobní přepravník.

### Výklad ministerstva dopravy a návrhy změn
Česká legislativa až do roku 2015 segway výslovně nezmiňovala a vzhledem k tomu, že termíny „vozidlo“ a „motorové vozidlo“ jsou v Zákoně o provozu na pozemních komunikacích definovány kruhem, nebylo možné ze zákona přímo vyvodit, které dopravní prostředky do těchto definic spadají.
Odbor provozu silničních vozidel Ministerstva dopravy ČR a po něm i někteří další úředníci a správní úřady (například odbor správních činností městského úřadu Třebíč) od podzimu 2010 uvádějí, a to bez odvolání na jakoukoliv oporu v zákonných ustanoveních, jako oficiální svůj názor: „Zařízení segway není motorovým ani nemotorovým vozidlem. Podle platných předpisů je považováno za chodce. Při provozu na pozemních komunikacích se tedy na uživatele zařízení segway vztahují práva a povinnosti chodce. Je však nezbytné uvést, že uvedené platí jen v případě, kdy je zařízení užíváno v módu chůze.“ Podle Marka Illiaše z Ministerstva dopravy České republiky však toto zařízení vzhledem ke své konstrukci prakticky není schopné splnit případné požadavky na schválení vozidla. Podle Aktuálně.cz zdůvodnil mluvčí ministerstva dopravy Jakub Ptačinský tvrzení, že segway není vozidlem, tím, že není jako vozidlo homologován.
V lednu 2014 mluvčí ministerstva dopravy Tomáš Neřold uvedl, že ministerstvo připravuje novelu zákona o silničním provozu, která by měla segway definovat, avšak naznačil, že ministerstvo i nadále hodlá na segwaye nahlížet jako na chodce. Za jízdní kolo je prý podle názoru ministerstva považovat nelze, protože „jde o výrazně odlišné zařízení“. V červnu 2014 Martin Novák z tiskové oddělení ministerstva uvedl, že aby segway mohl být brán jako vozidlo, musel by mít světlo, zvonek a ukazatel směru. Podle návrhu novely zákona mají pod pojem chodec spadat též osoby pohybující se na lyžích, kolečkových bruslích, skateboardu nebo osobním transportéru segway anebo jiném obdobném zařízení, přičemž v § 53 mají být uvedeny speciální povinnosti chodce, který se pohybuje na technickém prostředku, který by mohl ohrozit provoz na chodníku. Podle komentáře mluvčího by do této kategorie měla spadat též jednokolka či boty s kolečky. Konečné rozhodnutí podle sdělení ministerstva z konce srpna 2014 ještě nepadlo, uvažuje se i možnost, že by provoz na chodníku byl povolen jen v pomalejším módu zhruba do 8 km/h.

### Odlišná stanoviska

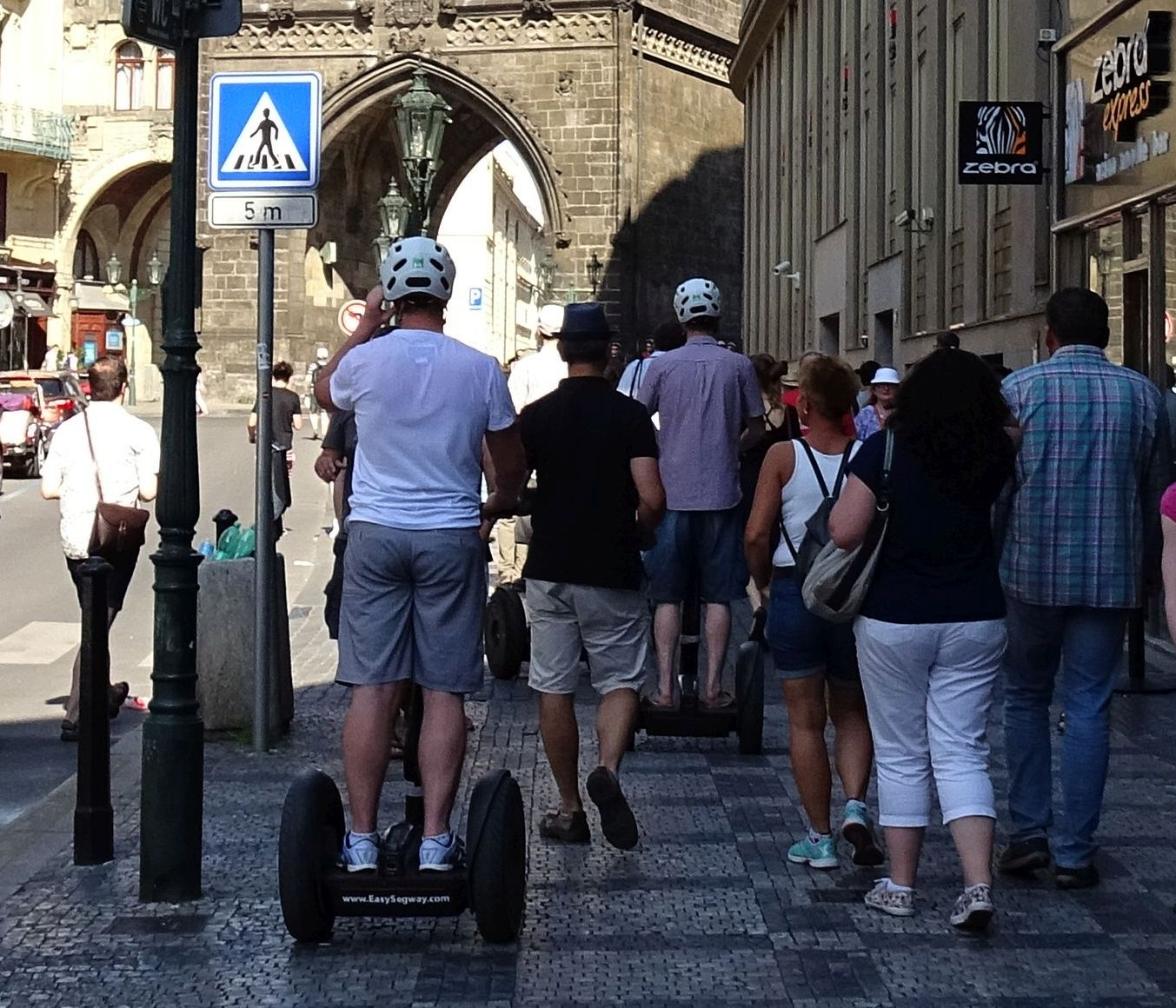
Provoz segwayů na chodníku Celetné ulice na Starém Městě v Praze, 2015

Ing. Petr Moos zastává názor, že segwaye na chodník nepatří.
Od dubna 2012 městská část Praha 1 evidovala nárůst počtu stížností, že jezdci na segwayi ohrozili jak sebe, tak chodce a další účastníky silničního provozu. Za rok 2013 evidovala městská část podle mluvčí Blažkové několik desítek stížností na provoz segwayů.
Podle zástupce starosty městské části Praha 1 Daniela Hodka se radnice Prahy 1 domnívá, že segway se specifikací, způsobem pohybu ani rychlostí chodci v praxi nepřibližuje, a přesto na něj výklad ministerstva takto nahlíží, což chtěl v roce 2012 Daniel Hodek změnit. V lednu 2014 Lidovky.cz citovaly jako argument městské části Praha 1, že dvoukolka má elektromotor a dokáže vyvinout maximální rychlost 20 kilometrů v hodině, a proto by měla jezdit mimo místa vyhrazená pro pěší.
Pokutu za rychlou jízdu nelze podle ředitele městské policie v Praze 1 Miroslava Stejskala ukládat také proto, že strážníci nejsou technicky schopni měřit rychlost mezi nulou a 20 kilometry za hodinu.
Místostarosta Hodek v červnu 2012 informoval média, že chce prostřednictvím orgánů městské části iniciovat u ministerstva dopravy zákaz používání segwayů na chodnících a pěších zónách. V lednu 2014 radní Jiří Veselý pro Lidovky.cz uvedl, že městská část chce problém vyřešit do konce volebního období ,tedy do podzimu 2014. Jedná s magistrátem o vytvoření vyhlášky, která by v některých ulicích provoz segwayů zakázala podobně, jako jsou omezeny pouliční umělecké produkce.
Proti připravované změně zákona protestoval a segwaye chtěl vykázat z chodníků spolek Pro jedničku, jehož předsedkyní byla zastupitelka Kateřina Klasnová.
Město Praha prosazovalo do zákona úplně novou kategorii „osobní transportér“.

### Místní regulace provozu v Praze

#### Praha 1

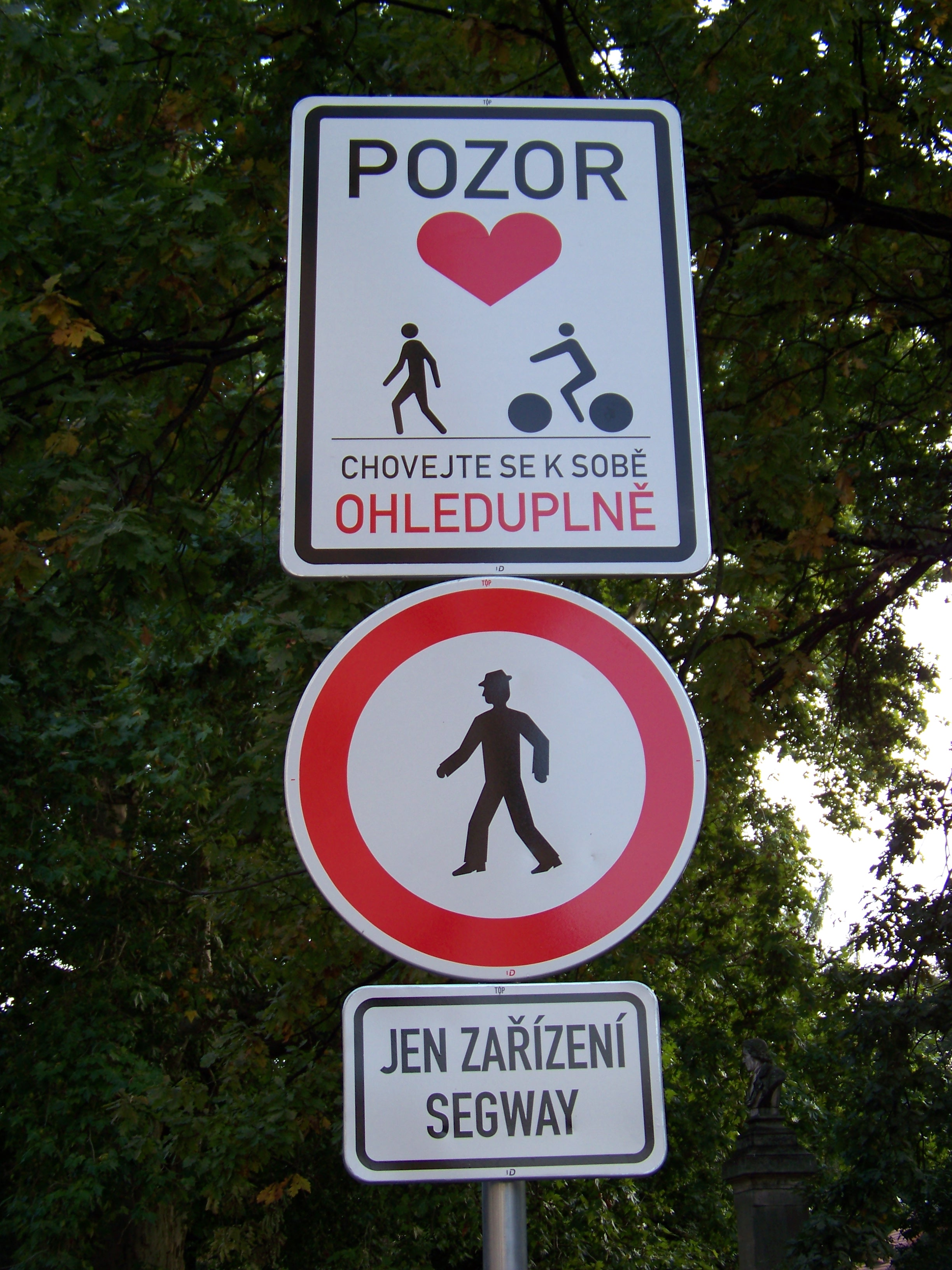
Dopravní značka v Praze na Kampě zakazující provoz zařízení Segway

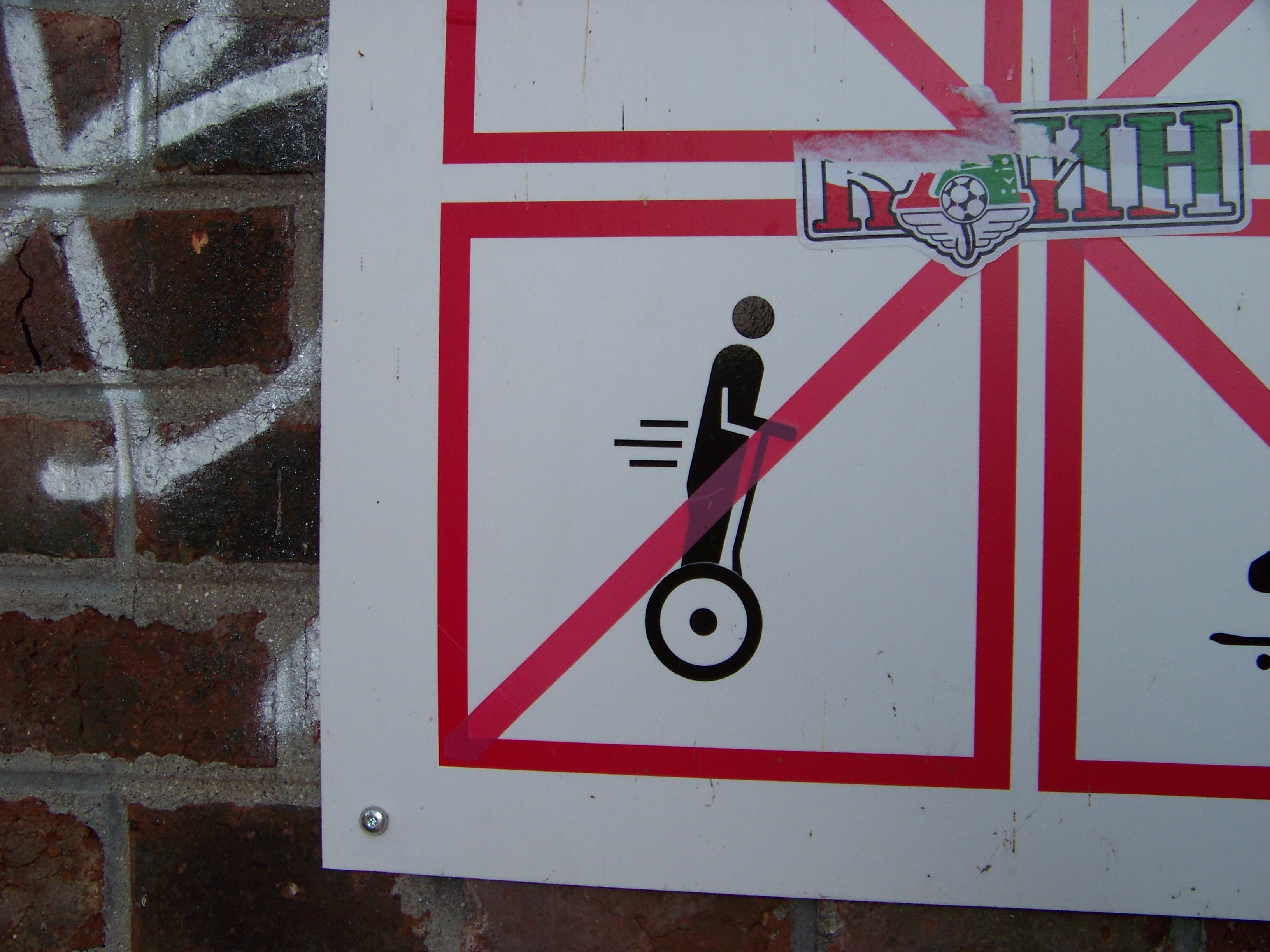
Zákaz vjezdu segwayů do areálu Tyršova domu v Praze na Malé Straně, centra České obce sokolské

V pátek 15. srpna 2014 se v Praze na Kampě u hlavních příjezdových cest od Újezdu a od Werichovy vily na základě rozhodnutí odboru dopravy městské části Praha 1 objevila první dopravní značka zakazující provoz segwayů. Má podobu dopravní značky Zákaz vstupu chodců s dodatkovou tabulkou s textem „JEN ZAŘÍZENÍ SEGWAY“ a původně byla umístěna pod zákazovou dopravní značkou s příkazem cyklistům sesednout z kola. Podle iDnes.cz se soubor umístěných značek mnohým zdá nesrozumitelný. Mluvčí městské policie Jan Čihák uvedl, že proti tomuto vyznačení ohledně segwayů městská policie nic nemá. Bývalý expert Besipu Robert Šťastný uvedl, že v instalovaných značkách problém nevidí. Mluvčí městské části Veronika Blažková uvedla, že jediný, kdo může rozhodovat, zda je značka správná či ne, je ministerstvo dopravy, se kterým odbor dopravy městské části komunikuje, a určitě by to neměli řešit cyklisté. Mluvčí ministerstva dopravy Martin Novák o týden později uvedl, že značení na Praze 1 pravděpodobně rozumí jen jeho autoři a na občany může působit spíše jako nová vlna abstraktního umění a že pokud by některá obec potřebovala konzultaci, je ministerstvo k dispozici.
Praha 1 též zakázala vjezd do průchodu Richterova domu mezi Michalskou ulicí a Malým náměstím.
Praha 1 v červenci 2015 též navrhovala, aby vozítka Segway mohla jezdit jen ve vymezených oblastech, navíc s povolenkami a vybavená GPS sledováním se záznamem trasy.
Poté, co Poslanecká sněmovna schválila návrh zákona, který později dostal číslo 48/2016 Sb. a nabyl účinnosti 20. února 2016, radní městské části Praha 1 pro oblast bezpečnosti a veřejného pořádku Ivan Solil uvedl, že až zákon vejde v platnost, Praha 1 bezodkladně naváže na jednání s hlavním městem Prahou s cílem vydání obecně závazné vyhlášky (podle zákona to má být nařízení obce), která by měla reflektovat několikaleté negativní zkušenosti obou radnic a měla by být účinným nástrojem pro městskou policii, která ponese hlavní tíži účinné regulace v ulicích Prahy. Na otázku televizní moderátorky ČT 9. prosince 2015 uvedl, že restrikce zcela jistě zahrne široký okruh okolo hlavního centra, to znamená Václavské náměstí, Staroměstské náměstí, Malostranské náměstí.
Od 15. srpna 2014 zakázal generální ředitel Národní knihovny ČR Ing. Tomáš Böhm vjezd samobalančních dvoukolek známých pod názvem segway do areálu Klementina. Povolil však pěším, aby tuto dvoukolku vedli vedle sebe, čímž podle něj neohrozí sebe ani ostatní. Podobně je rozhodnutím vlastníka vyznačen zákaz provozu segwayů u vjezdů do areálu Tyršova domu na Malé Straně, centra České obce sokolské.

#### Vyšehrad
Městská část Praha 2 u čtyř vstupů pevnosti Vyšehrad (před Cihelnou bránu ve Vratislavově ulici, před Táborskou bránou, před tunýlky v Lumírových sadech a od Ústavu pro matku a dítě v Podolí) v červenci 2015 osadila dopravní značku, podle ČTK jde o značku zákaz vjezdu s doplňkovým textem „segway“, podle vyobrazení jde o značku „Jiný zákaz“ s nápisem SEGWAY. Toto řešení vyhodnotil odbor dopravy městské části jako jediné srozumitelné pro provoz a pro možný postih, ostatní možnosti vyhodnotil jako matoucí.

#### Širší centrum Prahy
19. července 2016 přijala Rada hlavního města Prahy po dlouhé přípravě nařízení hlavního města, podle kterého je v celé Pražské památkové rezervaci i na některých dalších územích rozšířeného centra města zakázán provoz osobních přepravníků (ve smyslu zákonné definice). Nařízení nabylo účinnosti 3. srpna 2016, fakticky však začíná platit až s umístěním příslušného zákazového dopravního značení.
Už původní záměr města uzavřít pro Segwaye na základě možnosti dané zákonem od února 2016 celé území Pražské památkové rezervace by se dotkl téměř všech dosavadních tras a výchozích bodů vyjížděk, nakonec byla zakázaná oblast ještě významně rozšířena o předměstské čtvrti.
Ještě před umístěním dopravního značení, začátkem srpna 2016, spustilo město Praha oficiální letákovou informační kampaň „Segway No Way“, čímž vznikl zmatečný stav, kdy fakticky zákaz ještě neplatil, magistrát a městská policie však o něm mluvila jako o platném, avšak nevymahatelném, a městská policie prý podle magistrátu do té doby turisty na segwayích informovala, že se dopouštějí přestupku. TSK hl. m. Prahy začátkem srpna uvedla, že zatím nedostala od magistrátu a radnic příslušný pokyn k rozmístění značek.
Podle zprávy ze 14. listopadu 2016 nebyla k projektu zónového značení, zpracovanému TSK hl. m. Prahy, podána žádná připomínka (lhůta pro podání připomínek končila 17. listopadu 2016), takže do týdne TSK očekávala schválení dokumentu a zahájení realizace značení. Podle projektu má jít o 610 zónových značek na 250 místech. Výroba a osazení značek má stát přes 4 miliony Kč. Ve čtvrtek 24. listopadu 2016 vydal odbor dopravy MHMP o zavedení značení opatření obecné povahy, které má nabýt účinnosti po 14 dnech od vydání. První značka byla umístěna v pátek 25. listopadu 2016 odpoledne na Hradčanech na nároží ulic U Prašného mostu a Jelení. Značení by mělo být rozmístěno do dvou týdnů, než opatření obecné povahy nabude účinnosti.
Někteří provozovatelé se přeorientovali na elektrické koloběžky, jízdní kola a tříkolky, někteří v centru Prahy jízdy na segwayích dále nabízejí, ale zájemce pak převezou na území mimo zákaz. To však městská policie stíhá jako porušení tržního řádu či neoprávněný zábor veřejného prostranství. Část podnikání se přemístila do Prahy 2, která leží z velké části mimo zónu zákazu.
Někteří provozovatelé se po zákazu segwayů v centru Prahy začali přesouvat do Prahy 2, například do Riegrových sadů. Asociace Segway však uvedla, že neví o tom, že by nějaká společnost provozovala segway tours na území Prahy 2.
Praha 2 v reakci na vzniklou situaci tvrdí, že když v minulém roce projednávala původní návrh nařízení, ještě nevěděla, že se zóna zákazu rozroste také o sousední oblast Prahy 3 i Prahy 4 a v Praze 2 tak vznikne jediná lokalita v blízkosti centra, kam vozítka mohou. Praha 2 se proto obrátila „na magistrát“ se žádostí, aby byla připojena k celoplošnému zákazu. Náměstek primátorky Petr Dolínek slíbil, že magistrát začne prověřovat možnost úpravy městské vyhlášky s tím, že by se to mohlo legislativně stihnout k 1. červenci 2017, což je ale na hraně. Praha 2 chce prozatím umístit značky zákazu segwayů před vstupy do parků, přičemž místostarosta pro životní prostředí Václav Vondrášek tvrdil, že cesty v parcích jsou veřejně přístupnými účelovými komunikacemi.
Následně se v lednu 2017 rozhodla i Praha 10 požádat magistrát, aby byl zákaz rozšířen o Vršovice, o oblast na východě vymezenou ulicemi U zdravotního ústavu, Benešovská, Ruská, Bělocerkevská, U Slavie, U Vršovického hřbitova a Bohdalecká. Představitelé městské části snahu odůvodnili tím, že na základě zákazu v přilehlých oblastech se provozovatelé přesunou na místo nejblíže centru, které není dosud zakázané.

#### Žaloba asociace Segway
Na konci června 2016 Asociace Segway v souvislosti s připomínkovým řízením k chystanému nařízení města oznámila, že zvažuje v případě zákazu provozu segwayů podat na Prahu žalobu o zaplacení vzniklých škod. 5. ledna 2017 se Asociace Segway nechala slyšet, že do týdne podá kvůli vyhlášce žalobu, protože považuje zákaz za protizákonný. To byla jediná informace, kterou byla mluvčí Asociace oprávněna sdělit – k tomu, zda se asociace obrátí na ministerstvo dopravy, jak dříve avizovala, se nevyjádřila. 4. února 2017 oznámila Zuzana Eliášová, mluvčí Asociace Segway zastupující 25 provozovatelů, že asociace podala žalobu ohledně vyhlášky plošně omezující vjezd segwayů. Obsah a argumentaci podané žaloby však zpráva ČTK blíže nepopisovala. Městský soud v Praze v dubnu 2017 žalobu, kterou se sdružení (zastoupené Pavlem Říčkou) domáhalo zrušení zákazu, odmítl s tím, že nařízení obce nepodléhá přezkumu soudem a nelze proti němu podat žalobu.